# Сидар-Лейк (Индиана)
Сидар-Лейк (англ. Cedar Lake) — город в округе Лейк в штате Индиана в Соединённых Штатах Америки.
Согласно данным переписи населения США 2020 года число жителей города 
составляло 14 106 человек, что, для такого небольшого населённого пункта, существенно больше, чем было во время предыдущей переписи проводившейся в 2010 году (11 560 человек).

## История
Первые европейские колонисты появились здесь в середине XIX века и называли поселение Вест-Пойнт (англ. West Point); а название «Сидар-Лейк» принадлежало соседнему посёлку, который сейчас называется Крестон.

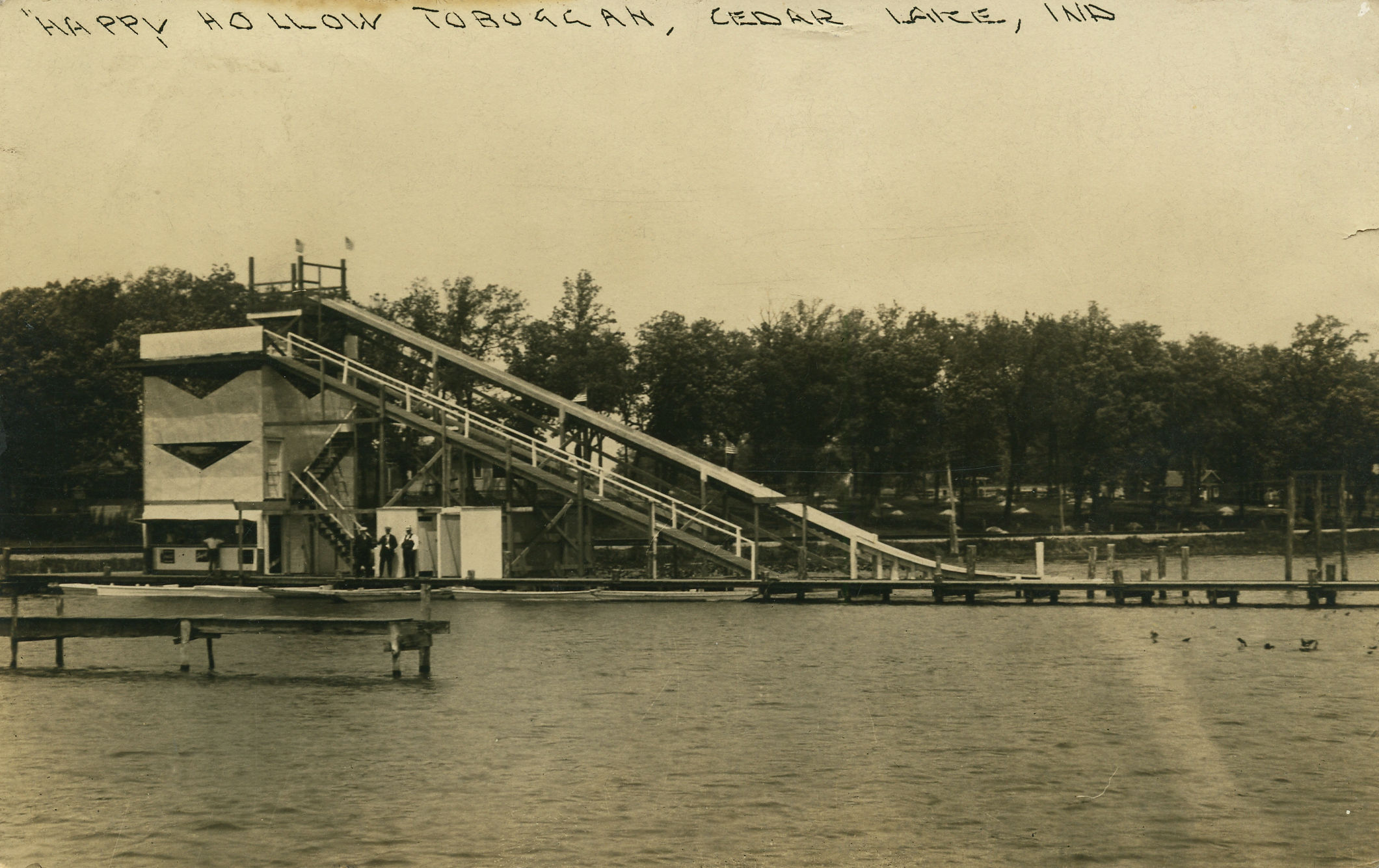
Аттракцион в Сидар-Лейк — предтеч современных аквапарков

В 1839 году Вест-Пойнт конкурировал с Краун-Пойнтом (тогда он назывался Lake Court House) и Ливерпулем за право быть административным центром округа Лейк, но проиграл.
К 1870 году было основано почтовое отделение Cedar Lake (по названию озера), что дало новое название и посёлку. После того, как в 1882 году к западному берегу озера пришла железная дорога, в этот район, с быстро развивающейся промышленностью, устремилось много новых жителей вместе с туристами, которые нашли здесь отличное место для отдыха. На берегах озера было построено несколько десятков отелей, а один из них в 1981 году даже был включён Национальный реестр исторических мест США.
В 1967 году Сидар-Лейк официально получил статус города.

## География
Сидар-Лейк примечателен своим расположением на одноимённом озере  — заповеднике Красных Кедров. Имеет общую границу с городом Краун-Пойнт. Озеро, которое является крупнейшим естественным озером на северо-западе Индианы, по-видимому, образовалось из талых ледниковых вод.
Согласно данным Бюро переписи населения США, общая площадь города составляет 9,61 квадратных миль (24,89 км2), из которых 8,22 квадратных миль (21,29 км2 или 85,54%) — это суша и 1,39 квадратных миль (3,60 км2 или 14,46%) — водная поверхность.